# Polonia Bytom w sezonie 1959
Polonia Bytom w sezonie 1959 po raz trzeci zdobyła wicemistrzostwo Polski. Był to jej dziesiąty sezon w najwyższej klasie rozgrywkowej polskiej piłki nożnej, a jednocześnie trzeci z kolei. Średnia wieku piłkarzy na początku sezonu wynosiła 24,8 lat
W 1959 roku odbył się również pierwszy w historii polskiej ligi mecz przy sztucznym oświetleniu, a wzięły w nim udział dwie Polonie – bydgoska i bytomska. W tym spotkaniu doszło do niecodziennego zdarzenia – już w pierwszej minucie jeden z bytomian został sfaulowany w polu karnym Bydgoszczy. Wykonawcą rzutu karnego był Henryk Kempny, który zamiast uderzać na bramkę – trącił piłkę lekko w jej stronę, a nadbiegający Jan Liberda kopnął piłkę do bramki.

## Kadra
- Edward Szymkowiak
- Henryk Skromny
- Bogusław Widawski
- Aleksander Olejniczak
- Ginter Dymarczyk
- Józef Wieczorek
- Edward Kohut
- Ryszard Grzegorczyk
- Wacław Sąsiadek
- Kazimierz Trampisz
- Henryk Kempny
- Jan Liberda
- Wilhelm Pilot
- Bernard Skwara
- Norbert Pogrzeba
- Jerzy Jóźwiak
- Stanisław Krasucki

## Strzelcy
- Jan Liberda – 21
- Henryk Kempny – 9
- Norbert Pogrzeba – 9
- Kazimierz Trampisz – 7
- Wacław Sąsiadek – 3
- Wilhelm Pilot – 2
- samobójczych – 1

## I liga
Od początku sezonu Polonia Bytom była wymieniana wśród faworytów do zdobycia tytułu Mistrza Polski w sezonie 1959 jako wicemistrz z roku poprzedniego. Trener Adam Niemiec w jednym z wywiadów narzekał na kalendarz spotkań, według którego jego drużyna w rundzie wiosennej z całą czołówką spotykała się na wyjazdach. Wnioskował tym, że o ligowe punkty będzie przez to trudniej, a to ma wpływ na atmosferę w zespole. Zaznaczył jednak, że jego piłkarze są w dobrej formie.
Pierwszy mecz sezonu Polonia grała z Legią Warszawa na wyjeździe. Przed spotkaniem odbyła się uroczystość z okazji inauguracji rozgrywek. Piłkarze oraz kibice zostali przywitani przez kierownika sekcji wojskowych, a kapitan bytomian Henryk Kempny otrzymał od Klubu Kibica Legii bukiet kwiatów. Jerzy Lechowski, autor artykułu Przeglądu Sportowego na temat tego meczu napisał, że drużyny grały słabo, a ich gra była nerwowa. Za komentowanie decyzji sędziego Horst Mahseli z Legii i Bogusław Widawski oraz Kazimierz Trampisz z Polonii zostali przez niego ukarani.
W późniejszym czasie okazało się, że obawy trenera Niemca były bezpodstawne. Polonia mimo serii trzech meczów z rzędu bez wygranej (z ŁKS, Lechią i Górnikiem) odniosła kilka wysokich zwycięstw nad kolejnymi przeciwnikami, zdobyła szesnaście punktów i zajęła pierwsze miejsce z przewagą jednego punktu nad Górnikiem Zabrze. Piłkarze zdobyli dwadzieścia siedem bramek i stracili dziewięć. Królem strzelców rundy został Jan Liberda, który zdobył trzynaście goli.
W rundzie jesiennej drużyna zdobyła czternaście punktów i zajęła trzecie miejsce ze stratą siedmiu punktów do pierwszego Górnika Zabrze i jednego do drugiej w tabeli Gwardii Warszawa. Piłkarze zdobyli dwadzieścia pięć bramek i stracili osiemnaście. Bytomianie nie obronili pierwszego miejsca z rundy wiosennej między innymi przez porażki na własnym boisku z warszawską Legią, Ruchem Chorzów i Górnikiem Zabrze. W końcowej klasyfikacji całego sezonu Polonia spadła na drugie miejsce zostając tym samym po raz trzeci w historii wicemistrzem Polski.
| 15 marca 1959 | Legia Warszawa         | 2:2(0:0) | Polonia Bytom                      | Stadion Wojska Polskiego Widzów: 25000 Sędzia: Ignaszewski (Kraków) |
| 15 marca 1959 | Nowak 54' · Szmidt 55' | 2:2(0:0) | Trampisz 49' · Liberda 87' (karny) | Stadion Wojska Polskiego Widzów: 25000 Sędzia: Ignaszewski (Kraków) |

| 22 marca 1959 | Polonia Bytom                                        | 4:2(2:1) | Cracovia                   | Stadion Miejski w Bytomiu Widzów: 12000 Sędzia: Urbaniak (Łódź) |
| 22 marca 1959 | Kempny 27', 33' · Trampisz 57' · Liberda 79' (karny) | 4:2(2:1) | Kasprzyk 29' · Jarczyk 49' | Stadion Miejski w Bytomiu Widzów: 12000 Sędzia: Urbaniak (Łódź) |

| 5 kwietnia 1959 | Ruch Chorzów | 0:1(0:1) | Polonia Bytom | Stadion Ruchu Chorzów Widzów: 25000 Sędzia: Sperling (Łódź) |
| 5 kwietnia 1959 | Liberda 5'   | 0:1(0:1) |               | Stadion Ruchu Chorzów Widzów: 25000 Sędzia: Sperling (Łódź) |

| 12 kwietnia 1959 | ŁKS Łódź | 0:0(0:0) | Polonia Bytom | Stadion Miejski w Łodzi Widzów: 40000 Sędzia: Frącik (Kraków) |
| 12 kwietnia 1959 |          | 0:0(0:0) |               | Stadion Miejski w Łodzi Widzów: 40000 Sędzia: Frącik (Kraków) |

| 19 kwietnia 1959 | Polonia Bytom | 0:0(0:0) | Lechia Gdańsk | Stadion Miejski w Bytomiu Widzów: 5000 Sędzia: Sekuła (Olsztyn) |
| 19 kwietnia 1959 |               | 0:0(0:0) |               | Stadion Miejski w Bytomiu Widzów: 5000 Sędzia: Sekuła (Olsztyn) |

| 26 kwietnia 1959 | Górnik Zabrze         | 2:0(2:0) | Polonia Bytom | Stadion Górnika Zabrze Widzów: 33800 Sędzia: Hołyst |
| 26 kwietnia 1959 | Lentner 5' · Pohl 40' | 2:0(2:0) |               | Stadion Górnika Zabrze Widzów: 33800 Sędzia: Hołyst |

| 2 maja 1959 | Polonia Bytom                                              | 5:0(3:0) | Polonia Bydgoszcz | Stadion Śląski Widzów: 70000 Sędzia: Misiak (Opole) |
| 2 maja 1959 | Liberda 1' (karny), 65', 90' · Pogrzeba 14' · Sąsiadek 34' | 5:0(3:0) |                   | Stadion Śląski Widzów: 70000 Sędzia: Misiak (Opole) |

| 10 maja 1959 | Polonia Bytom                        | 4:0(0:0) | Wisła Kraków | Stadion Miejski w Bytomiu Widzów: 10000 Sędzia: Nowak (Kielce) |
| 10 maja 1959 | Trampisz 73', 75' · Liberda 81', 86' | 4:0(0:0) |              | Stadion Miejski w Bytomiu Widzów: 10000 Sędzia: Nowak (Kielce) |

| 24 maja 1959 | Pogoń Szczecin | 1:1(0:0) | Polonia Bytom   | Stadion Miejski w Szczecinie Widzów: +25000 Sędzia: Mytnik (Kraków) |
| 24 maja 1959 | Kielec 50-64?' | 1:1(0:0) | Liberda 45-50?' | Stadion Miejski w Szczecinie Widzów: +25000 Sędzia: Mytnik (Kraków) |

| 7 czerwca 1959 | Polonia Bytom                                                      | 7:0(3:0) | Górnik Radlin | Stadion Miejski w Bytomiu Widzów: 8000 Sędzia: Fronczyk (Tarnów) |
| 7 czerwca 1959 | Kempny 5', 24', 75' (karny) · Pogrzeba 43', 83' · Liberda 59', 89' | 7:0(3:0) |               | Stadion Miejski w Bytomiu Widzów: 8000 Sędzia: Fronczyk (Tarnów) |

| 11 czerwca 1959 | Gwardia Warszawa                  | 2:3(0:2) | Polonia Bytom                        | Stadion Gwardii Warszawa Widzów: 12000 Sędzia: Pasierski (Wrocław) |
| 11 czerwca 1959 | Gawroński 70' · Maruszkiewicz 74' | 2:3(0:2) | Liberda 13' (karny), 42' · Kempny ?' | Stadion Gwardii Warszawa Widzów: 12000 Sędzia: Pasierski (Wrocław) |

| 2 sierpnia 1959 | Polonia Bytom                             | 0:3(0:1) | Legia Warszawa | Stadion Miejski w Bytomiu Widzów: 18000 Sędzia: Fronczyk (Tarnów) |
| 2 sierpnia 1959 | Błażejewski 10' · Gadecki 62' · Hliwa 86' | 0:3(0:1) |                | Stadion Miejski w Bytomiu Widzów: 18000 Sędzia: Fronczyk (Tarnów) |

| 8 sierpnia 1959 | Cracovia      | 1:2(1:1) | Polonia Bytom              | Stadion Cracovii Widzów: 25000 Sędzia: Koczner (Gdańsk) |
| 8 sierpnia 1959 | Marciniak 35' | 1:2(1:1) | Liberda 43' · Sąsiadek 73' | Stadion Cracovii Widzów: 25000 Sędzia: Koczner (Gdańsk) |

| 23 sierpnia 1959 | Polonia Bytom                           | 0:4(0:1) | Ruch Chorzów | Stadion Miejski w Bytomiu Widzów: 25000 Sędzia: Sekuła (Olsztyn) |
| 23 sierpnia 1959 | Lerch 16', 40' · Pala 59' · Cieślik 66' | 0:4(0:1) |              | Stadion Miejski w Bytomiu Widzów: 25000 Sędzia: Sekuła (Olsztyn) |

| 5 września 1959 | Polonia Bytom                                                | 4:2(2:2) | ŁKS Łódź         | Stadion Miejski w Bytomiu Widzów: 10000 Sędzia: Wilczyński (Gdańsk) |
| 5 września 1959 | Pogrzeba 16' · Liberda 17', 76' (karny) · Soporek 47' (sam.) | 4:2(2:2) | Soporek 14', 23' | Stadion Miejski w Bytomiu Widzów: 10000 Sędzia: Wilczyński (Gdańsk) |

| 9 września 1959 | Lechia Gdańsk   | 2:2(1:1) | Polonia Bytom            | Stadion MOSiR w Gdańsku Widzów: 17000 Sędzia: Misiak (Opole) |
| 9 września 1959 | Rogocz 25', 54' | 2:2(1:1) | Pogrzeba 9' · Kempny 90' | Stadion MOSiR w Gdańsku Widzów: 17000 Sędzia: Misiak (Opole) |

| 13 września 1959 | Polonia Bytom         | 0:2(0:2) | Górnik Zabrze | Stadion Miejski w Bytomiu Widzów: 30000 Sędzia: Koczner (Gdańsk) |
| 13 września 1959 | Kowal 18' · Czech 43' | 0:2(0:2) |               | Stadion Miejski w Bytomiu Widzów: 30000 Sędzia: Koczner (Gdańsk) |

| 20 września 1959 | Polonia Bydgoszcz | 1:3(1:2) | Polonia Bytom                   | Stadion Polonii Bydgoszcz Widzów: 20000 Sędzia: Wilczyński (Gdańsk) |
| 20 września 1959 | Armknecht 37'     | 1:3(1:2) | Pogrzeba 36', 74' · Liberda 40' | Stadion Polonii Bydgoszcz Widzów: 20000 Sędzia: Wilczyński (Gdańsk) |

| 4 października 1959 | Wisła Kraków                            | 0:3(0:1) | Polonia Bytom | Stadion Miejski w Krakowie Widzów: 12000 Sędzia: Szperling (Łódź) |
| 4 października 1959 | Trampisz 29' · Kempny 65' · Liberda 81' | 0:3(0:1) |               | Stadion Miejski w Krakowie Widzów: 12000 Sędzia: Szperling (Łódź) |

| 25 października 1959 | Polonia Bytom                    | 3:0(0:0) | Pogoń Szczecin | Stadion Miejski w Bytomiu Widzów: 3000 Sędzia: Hołyst (Warszawa) |
| 25 października 1959 | Trampisz 50', 88' · Pogrzeba 85' | 3:0(0:0) |                | Stadion Miejski w Bytomiu Widzów: 3000 Sędzia: Hołyst (Warszawa) |

| 1 listopada 1959 | Górnik Radlin | 1:6(1:3) | Polonia Bytom                                                     | Stadion Górnika Radlin Widzów: 1000 Sędzia: Gorączniak (Poznań) |
| 1 listopada 1959 | Krawczyk ?'   | 1:6(1:3) | Liberda ?', ?', ?' (karny) · Pogrzeba ?' · Pilot ?' · Sąsiadek ?' | Stadion Górnika Radlin Widzów: 1000 Sędzia: Gorączniak (Poznań) |

| 15 listopada 1959 | Polonia Bytom          | 2:2(1:1) | Gwardia Warszawa                 | Stadion Miejski w Bytomiu Widzów: 4000 Sędzia: Wilczyński (Gdańsk) |
| 15 listopada 1959 | Pilot 17' · Kempny 55' | 2:2(1:1) | Baszkiewicz 4' · Lewandowski 73' | Stadion Miejski w Bytomiu Widzów: 4000 Sędzia: Wilczyński (Gdańsk) |

| M | Drużyna          | Mecze | Z  | R | P | B+ | B- | Pkt |
| - | ---------------- | ----- | -- | - | - | -- | -- | --- |
| 1 | Górnik Zabrze    | 22    | 16 | 4 | 2 | 55 | 23 | 36  |
| 2 | Polonia Bytom    | 22    | 12 | 6 | 4 | 52 | 27 | 30  |
| 3 | Gwardia Warszawa | 22    | 10 | 5 | 7 | 36 | 26 | 25  |

M – miejsce w lidze, Z – liczba zwycięstw, R – liczba remisów, P – liczba porażek, B+ – bramki zdobyte, B- – bramki stracone, Pkt – liczba punktów